# Pseudotogea nimbosilvana
Pseudotogea nimbosilvana är en stekelart som beskrevs av Heinrich 1968. Pseudotogea nimbosilvana ingår i släktet Pseudotogea och familjen brokparasitsteklar. Inga underarter finns listade i Catalogue of Life.